# Janq'u Quta (Batallas)
Janq'u Quta (aymara janq'u vit, quta sjö, också Jankho Kkota) är en sjö i Bolivia.   Den ligger i departementet La Paz, i den västra delen av landet, 500 km nordväst om huvudstaden Sucre. Janq'u Quta ligger 4 701 meter över havet.